# I've Grown Accustomed to Her Face
«I've Grown Accustomed to Her Face» es una canción del musical My Fair Lady de 1956, con música de Frederick Loewe y letra de Alan Jay Lerner. Originalmente fue interpretada por Rex Harrison como el profesor Henry Higgins, quien también la interpretó en la versión cinematográfica de 1964.

## Fondo
La canción expresa la ira del profesor Henry Higgins por el hecho de que su alumna Eliza Doolittle haya elegido abandonar su vida y su creciente comprensión de cuánto la extrañará.

## Versiones grabadas
- Ronnie Aldrich
- Herb Alpert & the Tijuana Brass, más tarde lanzando una versión en su álbum de 1964 South of the Border (A&M Records LP-108 (mono), A&M Records SP-108 (estéreo)).[4]
- Chet Baker
- Count Basie
- Tony Bennett
- Chris Botti[5]
- Ruby Braff
- Cecil Brooks III
- Les Brown y su banda de renombre
- Jimmy Bruno
- Joe Bushkin
- Jerry Butler
- Jackie Cain
- Richard Clayderman
- Jay Clayton
- Petula Clark
- Nat King Cole
- Ray Conniff
- Bernard Cribbins
- Bing Crosby grabó la canción en 1956[6] parar usarla en su programa de radio y posteriormente incluida en su colección The Bing Crosby CBS Radio Recordings (1954-56) publicado por Mosaic Records (catalog MD7-245)  en 2009.[7]
- Rosemary Clooney
- El cuarteto de Jesse Davis
- Sammy Davis Jr.
- Doris Day
- Paul Desmond
- Marlene Dietrich
- Arne Domnérus y su orquesta
- Eastern Rebellion (cuarteto de jazz)
- Billy Eckstine
- Dewey Erney
- Gloria Estefan
- Connie Evingson
- Douglas Fairbanks Jr.
- Percy Faith
- Michael Feinstein
- Eddie Fisher
- Molly Flannery
- Shelby Flint
- Bruce Forman
- Sergio Franchi - Broadway, I Love You (1963)[8]
- Forty Second Street Singers
- Art Garfunkel - Some Enchanted Evening (2007)
- Marvin Gaye - When I'm Alone I Cry (1964)
- Stan Getz with Cal Tjader
- Jackie Gleason
- Golden State Orchestra & Singers
- Benny Goodman
- John Greaves
- Buddy Greco
- Stewie Griffin (en Family Guy, como I've Grown Accustomed to Her Face)
- Frank Haley
- Eddie Harris
- Sam Harris
- Rex Harrison
- Coleman Hawkins
- Buck Hill
- Lena Horne
- Jeremy Irons
- Milt Jackson
- Maria João
- Jack Jones
- Quincy Jones en My Fair Lady Loves Jazz
- Roger Kellaway
- Barney Kessel
- Stacey Kent - The Lyric (2005)
- Diana Krall
- Steve Lawrence
- Peggy Lee
- Alec McCowen
- Gordon MacRae
- Shelly Manne - My Fair Lady  (1956) (con André Previn)
- Mantovani
- Dean Martin grabó la canción el 9 de mayo de 1960 para su álbum This Time I'm Swingin' (Capitol T-1442 (mono), ST-1442 (estéreo)).[9] Más tarde se remasterizó en 2007 como un dueto con el trompetista de smooth jazz Chris Botti para el álbum de Dean Martin Forever Cool[10] y el álbum de Chris Botti Italia.[5]
- Johnny Mathis grabó una versión en 1957 par su álbum Warm.
- Susannah McCorkle - The People That You Never Get To Love (1981)
- Martine McCutcheon
- Brad Mehldau
- Matt Monro
- Wes Montgomery - Full House (En directo en Tsubo, Berkeley, CA) (Riverside Records, 1962)
- Peter Nero
- Veronica Nunn
- Oscar Peterson
- Louis Prima y Keely Smith
- Ian Richardson
- Sonny Rollins (como I've Grown Accustomed to Your Face)
- Edmundo Ros
- Mathilde Santing
- Robert Underdunk Terwilliger (Sideshow Bob) (en Los Simpsons, como The Very Reason That I Live)
- Rod Stewart
- Barbra Streisand en su álbum de 2016 Encore: Movie Partners Sing Broadway, Streisand cantó la canción (en un remix junto con la canción "I'll Be Seeing You" del musical de 1938 Right This Way) en un dueto junto a Chris Pine.
- Tierney Sutton
- James Taylor
- The Temptations[11]
- Claude Thornhill y su orquesta
- McCoy Tyner
- El quinteto de Tim Warfield
- Andy Williams

## En la cultura popular
- En ThunderballThunderball (1965), James Bond, mientras baila con la amante de su enemigo, Domino, le dice “Me he acostumbrado a tu cara”.
- Kermit the Frog interpretó esta canción varias veces durante las décadas de 1950, 1960 y 1970, aunque en ese momento todavía no era una rana. En este caso, el personaje usó una peluca mientras sincronizaba los labios con la grabación de la canción de Rosemary Clooney cantándole a una pequeña criatura que está completamente cubierta por un trozo de tela con una cara dibujada. Mientras "ella" canta, la criatura se come la máscara de su propia cabeza, revelándose como el personaje Yorick (de Sam and Friends ). Sin embargo, Kermit sigue cantando, incluso cuando Yorick intenta masticar su mano y luego su pierna. Posteriormente, Brian Henson (hijo de Jim Henson, el intérprete original de Kermit) y Leslie Carrara-Rudolph recrearon el famoso sketch para el Henson Alternative Show Stuffed and Unstrung y en la D23 Expo, una vez más utilizando la banda sonora de Rosemary Clooney.
- Barbra Streisand interpretó varias líneas en su "Color Me Barbra Medley" del especial de televisión y álbum Color Me, Barbra.
- Stewie Griffin canta su versión en el episodio "Running Mates" de Family Guy.
- Sideshow Bob canta su propia versión de esta canción ("The Very Reason That I Live") en Los Simpson en el episodio de la temporada 14 The Great Louse Detective.
- Henry le dice esta línea a Eliza en el episodio 5 de Selfie, al final del episodio.